# ISO 22716
ISO 22716: Se trata de una normativa elaborada por ISO (International Organization for Standardization) en la que se nos proporciona una Guía de Buenas Prácticas de Fabricación para la industria de productos cosméticos.
Las buenas prácticas de fabricación persiguen el aseguramiento de la calidad estableciendo las oportunas directrices que aseguren las actividades necesarias para obtener un producto que cumpla con las características definidas.
El ámbito de aplicación de esta normativa es el la definición de directrices o requerimientos en la producción, control, almacenamiento y distribución de productos cosméticos.

## Historia
La Norma ISO 22716 publicada el 15 de septiembre de 2007 fue desarrollada por el comité técnico ISO/TC 217 Cosméticos en colaboración con el Comité Técnico CEN/SS H99 Productos para el hogar y tiempo libre No determinado.
Esta norma internacional ha sido adoptada y aprobada como norma europea por CEN (European Committee for Standardization) con la denominación de EN ISO 22716:2008
La regulación europea para la fabricación de productos cosméticos, obliga al cumplimiento de las BPF (Buenas Prácticas de Fabricación), durante todos los procesos que intervienen en la fabricación de los productos cosméticos. Certificar el sistema de BPF a través de un sistema armonizado, como por ejemplo la ISO 22716, no es, en ningún caso, obligatorio en la Unión Europea. La certificación ISO 22716 es voluntaria y no siempre conveniente. Se debe evaluar, para cada caso, las necesidades de la organización o empresa que plantea certificar sus BPF.

## Estructura y contenido de la Norma
La norma se estructura en los siguientes capítulos:

1. Objeto y campo de Aplicación.

2. Términos y Definiciones.

Los requisitos para la certificación en esta norma los encontramos a partir del capítulo 3:

3. Personal.

Define los requisitos del personal en orden a producir, controlar y almacenar productos cosméticos de una calidad definida.

4. Locales. 

Define los requisitos de las instalaciones para garantizar la protección, limpieza, desinfección y mantenimiento del producto cosmético producido, así como de las condiciones de almacenamiento de las de más materias primas etc..

5. Equipos. 

Requisitos de los equipos y accesorios dedicados a la producción en orden a prevenir la contaminación del producto.

6. Materias Primas y Material de Acondicionamiento. 

Requisitos de compras y aprovisionamiento, para garantizar los criterios definidos que conciernan a la calidad del producto.

7. Producción. 

Requisitos para la puesta en marcha de las medidas necesarias para fabricar un producto que cumpla con las características definidas.

8. Productos Acabados. 

Requisitos para que la liberación, almacenamiento y expedición de los productos, cumpla con los criterios de aceptación definidos y los mismos, se mantengan a lo largo de estos procesos.

9. Laboratorio de Control de Calidad.

Define los requisitos para que se establezcan los controles necesarios para realizar la toma de muestras, ensayos y establecer los procedimientos necesarios para asegurarse que el producto cumple los criterios de aceptación.

10. Tratamiento de Productos fuera de Especificaciones.

11. Residuos.

12. Tipos de Subcontratación.

Requisitos de las subcontrataciones en orden a mantener la calidad del producto.

13. Desviaciones.

Tratamiento de las desviaciones de los requisitos especificados.
14. Reclamaciones y Retiradas del Mercado.

Requisitos en orden al seguimiento y gestión de las reclamaciones.

15. Control de Cambios.

Que afecten a la calidad del producto.

16. Auditoría Interna.

Herramienta para controlar la implementación de las Buenas Prácticas de Fabricación.

17. Documentación.

Requisitos del sistema documental.

## Historia
| Año  | Descripción             |  |
| ---- | ----------------------- |  |
| 2007 | ISO 22716 (1.ª edición) |  |